# Infernal Runner
Infernal Runner è un videogioco a piattaforme pubblicato nel 1985 per Amstrad CPC e Commodore 64 dalla Loriciels. Si controlla un personaggio prigioniero in una complessa magione multischermo piena di trappole mortali. 
Simile a Jet Set Willy, ma con toni molto più cupi, rispetto ai giochi del suo genere e della sua epoca si nota per l'atmosfera surreale e opprimente.
Venne sviluppato in origine per Commodore 64; la conversione per Amstrad CPC è opera di Éric Chahi, che la definisce piuttosto un "libero adattamento".